# Seraumont
Seraumont é uma comuna francesa na região administrativa de Grande Leste, no departamento de Vosges. Estende-se por uma área de 10,29 km². Em 2010 a comuna tinha 38 habitantes (densidade: 3,7 hab./km²).